# Lijst van beschermd erfgoed in Aiseau-Presles
Onderstaande tabel geeft een overzicht van de beschermde erfgoederen in de gemeente Aiseau-Presles. Het beschermd erfgoed maakt onderdeel uit van het cultureel erfgoed in België.
| Object                                                                                    | Bouwjaar/architect | Deelgemeente                    | Adres               | Coördinaten                   | Nummer?                | Afbeelding                                                       |
| ----------------------------------------------------------------------------------------- | ------------------ | ------------------------------- | ------------------- | ----------------------------- | ---------------------- | ---------------------------------------------------------------- |
| Priorij van Oignies (monument) geheel van gebouwen en park (site)                         |                    | Aiseau                          | Rue Labory, Oignies | 50° 25' 30" NB, 4° 35' 58" OL | 52074-CLT-0001-01 Info | Priorij van Oignies (monument)geheel van gebouwen en park (site) |
| Site van de Romaanse toren van Pont-de-Loup en archeologische restanten (site)            |                    | Pont-de-Loup                    |                     | 50° 25' 6" NB, 4° 32' 38" OL  | 52074-CLT-0002-01 Info |                                                                  |
| Romaanse toren van Pont-de-Loup (monument)                                                |                    | Pont-de-Loup                    |                     | 50° 25' 5" NB, 4° 32' 37" OL  | 52074-CLT-0003-01 Info | Romaanse toren van Pont-de-Loup (monument)                       |
| Bossen van Brou en Stembier (site)                                                        |                    | Pont-de-Loup, Roselies, Presles |                     | 50° 24' 22" NB, 4° 33' 24" OL | 52074-CLT-0004-01 Info |                                                                  |
| Delen van kasteelpark waaronder de Grotten du Docteur, de l'Ossuaire en des Nutons (site) |                    | Presles                         |                     | 50° 24' 5" NB, 4° 34' 34" OL  | 52074-CLT-0005-01 Info |                                                                  |
| Terril van de oude kolenmijn "Le Panama" (site)                                           |                    | Roselies                        |                     | 50° 24' 55" NB, 4° 34' 6" OL  | 52074-CLT-0006-01 Info |                                                                  |
| Militaire begraafplaats van la Belle Motte (site)                                         |                    | Aiseau                          |                     |                               | 52074-CLT-0007-01 Info | Militaire begraafplaats van la Belle Motte (site)                |